# رود کلوندایک
 رود کلوندایک رودی است به رود یوکون می‌ریزد. این رود از کشور کانادا می‌گذرد.

## نگارخانه

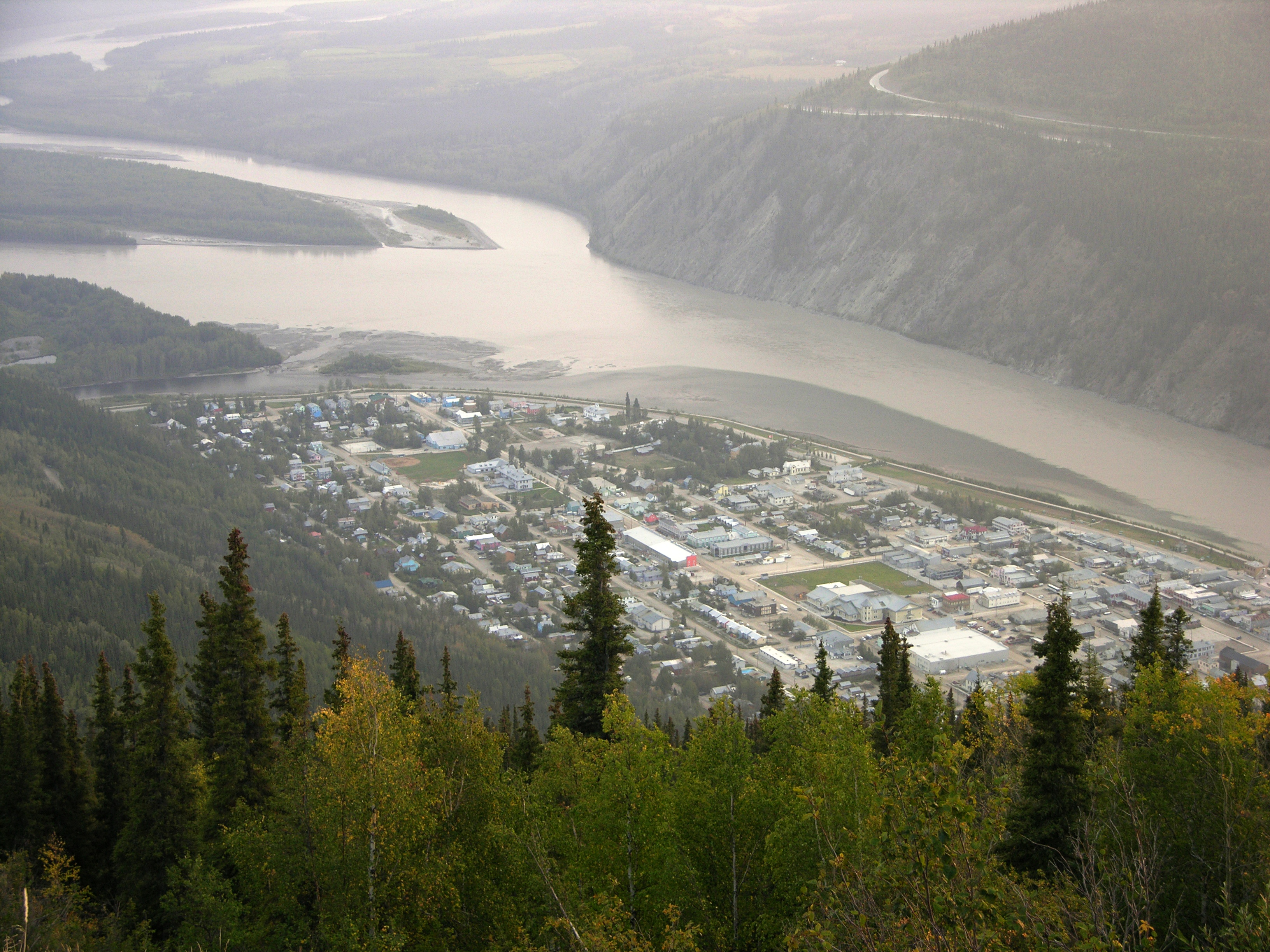
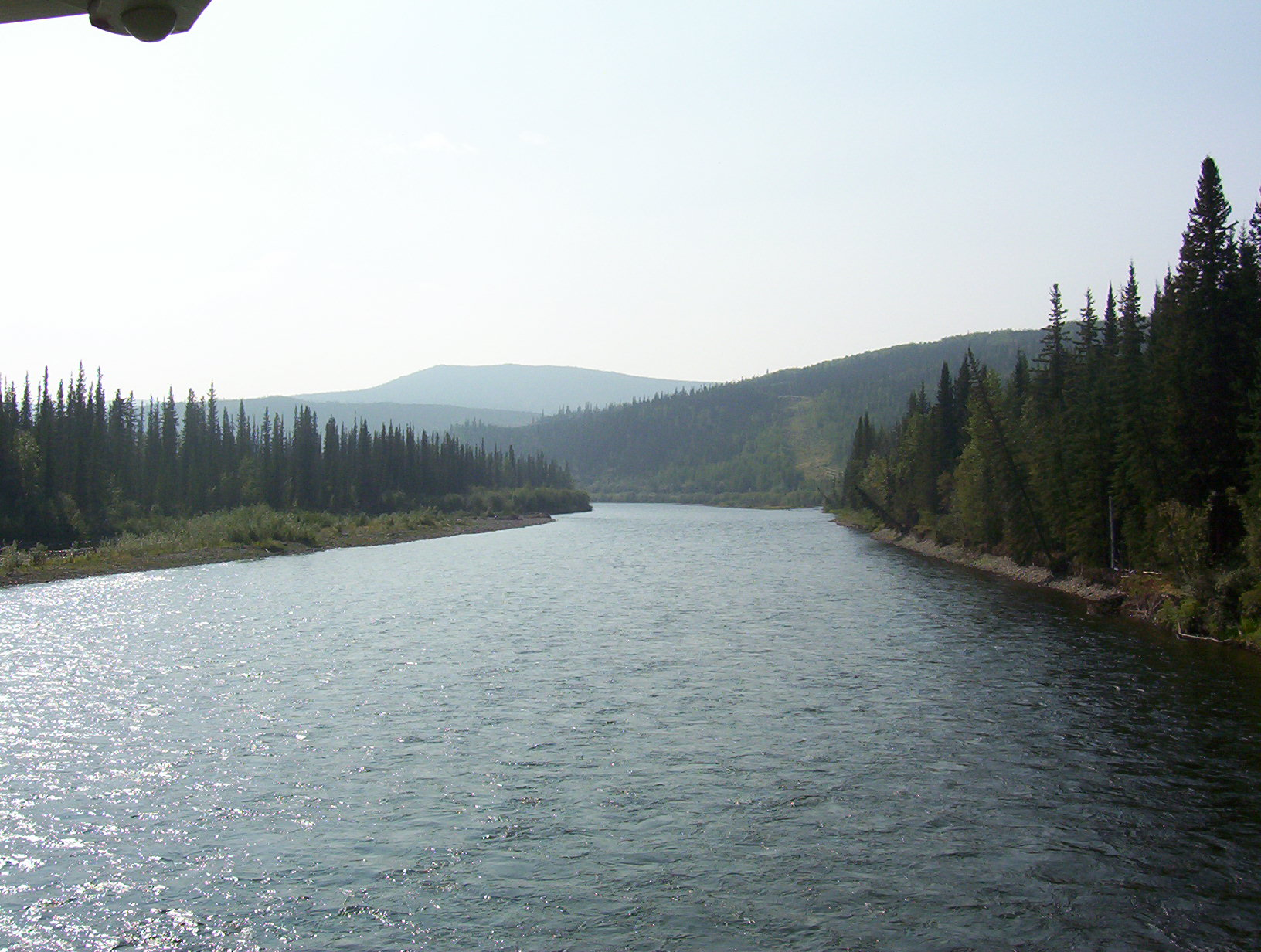
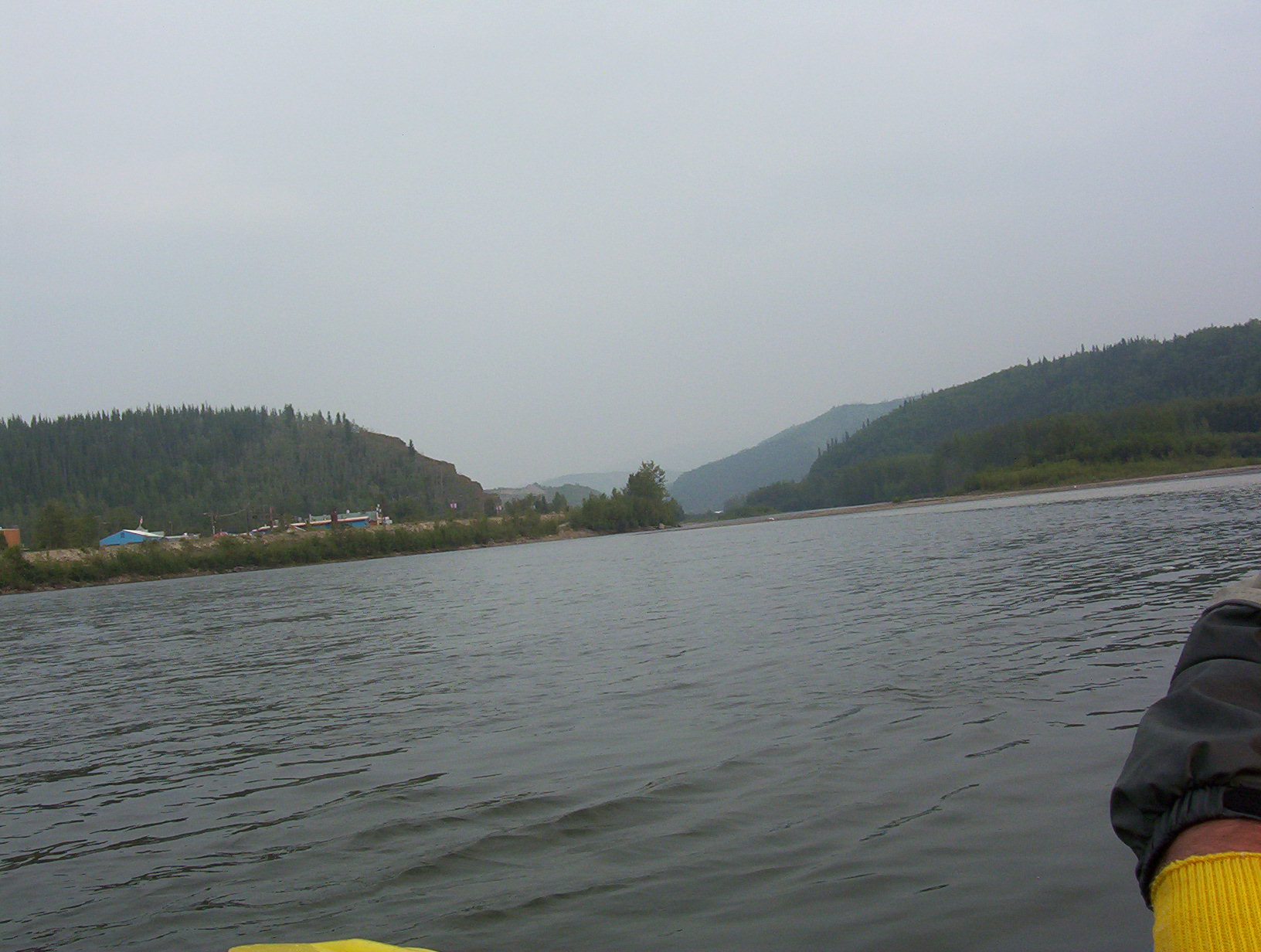